# Malayische Mokassinotter
Die Malayische Mokassinotter (Calloselasma rhodostoma), auch Malaiische Mokassin-Grubenotter, ist die einzige Art der damit monotypischen Gattung Calloselasma innerhalb der Grubenottern (Crotalinae). Sie ist in weiten Teilen Südostasiens verbreitet.

## Merkmale
Die Malayische Mokassinotter erreicht eine Durchschnittslänge von 76 Zentimetern sowie Maximallängen bis zu einem Meter. Dabei sind die Weibchen durchschnittlich etwas größer als die Männchen. Sie ist die einzige Art asiatischer Grubenottern, die große, ungekielte Kopfschilde und glatte Körperschuppen besitzt. Der Kopf ist dreieckig, die Kiefer sind deutlich vom Hals abgesetzt. Die Schnauze ist zugespitzt, so dass der Kopf insgesamt wie eine Pfeilspitze aussieht. Sieben bis acht Oberlippenschilde und elf bis zwölf Unterlippenschilde umgrenzen die Mundöffnung. Zwischen dem Auge und der Nasenöffnung liegen auf beiden Seiten des Kopfes die Öffnungen des Grubenorgans. Sie sind von einer dünnen Membran überspannt und dienen der Rezeption von Infrarotstrahlung. Damit können Beutetiere in der Nähe wie bei einer Infrarotkamera durch ihre Wärmeabstrahlung wahrgenommen werden.

## Schlangengift
Die Malayische Mokassinotter produziert ein sehr potentes Schlangengift. Es enthält Prokoagulantien (Blutgerinnungsförderer), die durch Aufbrauch der körpereigenen Gerinnungsfaktoren letztendlich die Gerinnungsfähigkeit herabsetzen (Disseminierte intravasale Koagulopathie).  Neben einem defibrinierend und thrombinartig wirkenden Enzym, welches nicht durch Antithrombin III (AT III) hemmbar ist, sind weitere koagulativ wirkende Stoffe nachweisbar, die durch AT III gehemmt werden können. Außerdem enthält das Gift Hämorrhagine, die innere Blutungen bewirken können sowie Zellgifte (Zytotoxine), die zu Nekrosen führen. Es kommt zu vielen Bissunfällen mit Menschen. Todesfälle sind zumeist auf eine Sepsis (Folge von Nekrosen) sowie auf Hirnblutungen zurückzuführen.
Das Rohgift von Calloselasma rhodostoma dient als Grundlage zur Herstellung des Arzneistoffs Ancrod, ein fibrinogenspaltendes Enzym, dessen medizinischer Einsatz bei chronischen arteriellen Durchblutungsstörungen indiziert ist.

## Verbreitung und Lebensraum
Das Verbreitungsgebiet der Malayischen Mokassinotter erstreckt sich über weite Teile Südostasiens. Ihr Vorkommen ist dort für Kambodscha, Laos, die malaiische Halbinsel, Thailand sowie Zentral- und Südvietnam bestätigt, außerdem lebt sie auf der indonesischen Insel Java. Als Lebensraum bevorzugt die Schlange Küstenwälder und Bambusdickichte sowie brachliegendes und bewachsenes Kulturland und Wälder um Plantagen.